# المعسكر (حارة)

تعديل مصدري - تعديل

المعسكر هي إحدى حارات حي يريم بمدينة يريم أحد مدن محافظة إب، بلغ تعداد سكانها 1340 نسمة حسب تعداد اليمن لعام 2004.